# Jewgeni Michailowitsch Sawizki
Jewgeni Michailowitsch Sawizki (russisch Евгений Михайлович Савицкий; * 30. Januarjul. / 12. Februar 1912greg. in Mytischtschi; † 26. Juni 1984 in Moskau) war ein russischer Physikochemiker, Metallkundler und Hochschullehrer.

## Leben
Sawizki studierte am Moskauer Institut für Buntmetalle und Gold mit Abschluss 1936. Darauf arbeitete und lehrte er im Institut für Allgemeine und Anorganische Chemie (IONCh) der Akademie der Wissenschaften der UdSSR (AN-SSSR). Mit seiner Doktor-Dissertation über den Einfluss der Temperatur auf die mechanischen Eigenschaften metallischer Systeme wurde er 1952 Doktor der chemischen Wissenschaften. Es folgte die Ernennung zum Professor.
1954 wechselte Sawizki in das Moskauer Institut für Metallurgie der AN-SSSR, in dem er bis zu seinem Tode blieb. 1966 wurde er Korrespondierendes Mitglied der AN-SSSR. 1975–1978 war er Direktor des Instituts für Metallurgie.
Sawizkis Arbeitsgebiet war die Physikalische Chemie und Metallkunde der Buntmetalle, Seltenerdmetalle und Refraktärmetalle. Er bestimmte die Eigenschaften vieler Metalle und Legierungen und erstellte die zugehörigen Phasendiagramme. Er bestimmte die Fließgrenze in Abhängigkeit von der Temperatur und beschrieb die Gründe für die Sprödigkeit von Kupfer und Messing in Abhängigkeit von der Temperatur. Als einer der ersten benutzte er den Computer zur Vorhersage der Eigenschaften von metallischen Systemen auf der Basis quantenphysikalischer Daten.

## Ehrungen
- Ehrenzeichen der Sowjetunion (1944)
- Medaille „Für heldenmütige Arbeit im Großen Vaterländischen Krieg 1941–1945“ (1946)
- Orden des Roten Banners der Arbeit (1951, 1975)
- Stalinpreis (1953)
- Staatspreis der UdSSR (1968)
- Jubiläumsmedaille „Zum Gedenken an den 100. Geburtstag von Wladimir Iljitsch Lenin“ (1970)
- Leninorden (1972)
- Kurnakow-Preis der AN-SSSR (1973)
- Orden der Oktoberrevolution (1982)